# Thomas Shaw (minister)
Thomas Shaw, Tom Show CBE (ur. 9 kwietnia 1872 w Colne w hrabstwie Lancashire, zm. 26 września 1938) – brytyjski polityk, członek Partii Pracy, minister w rządach Ramsaya MacDonalda.
Odebrał tylko wykształcenie podstawowe. W latach 1911–1929 był sekretarzem Międzynarodowej Federacji Pracowników Włókiennictwa. Ponownie to stanowisko objął w 1931 r. W latach 1923–1925 był jednym z sekretarzy Międzynarodówki Socjalistycznej i Pracy.
W latach 1918–1931 był członkiem Izby Gmin jako reprezentant okręgu Preston. W 1919 r. był młodszym whipem partii. W 1924 r. był ministrem pracy w pierwszym rządzie MacDonalda. W drugim rządzie, w latach 1929–1931, był ministrem wojny.
Shaw od 1919 był komandorem Orderu Imperium Brytyjskiego. W 1924 został członkiem Tajnej Rady.